# Nana (roman)
Nana je roman francuskog naturalista Émilea Zole. Napisana 1880., Nana je 9. nastavak ciklusa Rougon-Macquartovi ili Prirodna i društvena povijest jedne obitelji pod Drugim carstvom (koji govori o obitelji u Drugom carstvu).
Nana je priča o mladoj prostitutki koja se iz bijednog položaja pridružuje pariškoj eliti. Nanu prvi put spominjemo na kraju Jazbine u kojem je prikazana kao kći alkoholičara, a nakon toga završava na ulici kao prostitutka. 

## Vanjske poveznice
- LektireHr Nana